# Handball-Panamerikameisterschaft der Männer 2008
Die Handball-Panamerikameisterschaft der Männer 2008 war die 13. Austragung der Handball-Panamerikameisterschaft der Männer für Nationalmannschaften Nord-, Zentral- und Südamerikas sowie der Karibik. Organisiert wurde das Turnier von der Pan-American Team Handball Federation. Es wurde vom 24. bis 28. Juni im Ginásio Milton Olaio Filho in São Carlos ausgetragen. Die Mannschaft USA verzichtete trotz gelungener Qualifikation auf den Start und wurde durch das Team der Dominikanischen Republik ersetzt, welches wiederum ihre Teilnahme wenige Tage vor Turnierbeginn zurückzog. Gastgeber Brasilien gewann seinen zweiten Titel und qualifizierte sich wie die nächstplatzierten Argentinier und Kubaner für die Weltmeisterschaft 2009.

## Turnierverlauf

### Gruppe A
Legende
| Pl. | Land        | Sp. | S | U | N | Tore    | Diff. | Punkte |
| --- | ----------- | --- | - | - | - | ------- | ----- | ------ |
| 1.  | Argentinien | 3   | 3 | 0 | 0 | 093:620 | +31   | 6      |
| 2.  | Chile       | 3   | 2 | 0 | 1 | 084:870 | −3    | 4      |
| 3.  | Grönland    | 3   | 0 | 1 | 2 | 070:820 | −12   | 1      |
| 4.  | Kanada      | 3   | 0 | 1 | 2 | 058:740 | −16   | 1      |

Anmk.: Bei Punktgleichheit entschied der direkte Vergleich, dann das Torverhältnis.
| 24. Juni 2008 16.00 Uhr | Argentinien | 36:25 | Chile | Ginásio Milton Olaio Filho, São Carlos |
| 24. Juni 2008 16.00 Uhr | (13:11)     |       |       | Ginásio Milton Olaio Filho, São Carlos |
| 24. Juni 2008 16.00 Uhr |             |       |       | Ginásio Milton Olaio Filho, São Carlos |

| 24. Juni 2008 21.00 Uhr | Grönland | 20:20 | Kanada | Ginásio Milton Olaio Filho, São Carlos |
| 24. Juni 2008 21.00 Uhr | (6:11)   |       |        | Ginásio Milton Olaio Filho, São Carlos |
| 24. Juni 2008 21.00 Uhr |          |       |        | Ginásio Milton Olaio Filho, São Carlos |

| 25. Juni 2008 16.00 Uhr | Chile   | 31:28 | Grönland | Ginásio Milton Olaio Filho, São Carlos |
| 25. Juni 2008 16.00 Uhr | (19:12) |       |          | Ginásio Milton Olaio Filho, São Carlos |
| 25. Juni 2008 16.00 Uhr |         |       |          | Ginásio Milton Olaio Filho, São Carlos |

| 25. Juni 2008 18.00 Uhr | Argentinien | 26:15 | Kanada | Ginásio Milton Olaio Filho, São Carlos |
| 25. Juni 2008 18.00 Uhr | (15:10)     |       |        | Ginásio Milton Olaio Filho, São Carlos |
| 25. Juni 2008 18.00 Uhr |             |       |        | Ginásio Milton Olaio Filho, São Carlos |

| 26. Juni 2008 16.00 Uhr | Chile  | 28:23 | Kanada | Ginásio Milton Olaio Filho, São Carlos |
| 26. Juni 2008 16.00 Uhr | (17:9) |       |        | Ginásio Milton Olaio Filho, São Carlos |
| 26. Juni 2008 16.00 Uhr |        |       |        | Ginásio Milton Olaio Filho, São Carlos |

| 26. Juni 2008 18.00 Uhr | Argentinien | 31:22 | Grönland | Ginásio Milton Olaio Filho, São Carlos |
| 26. Juni 2008 18.00 Uhr | (16:8)      |       |          | Ginásio Milton Olaio Filho, São Carlos |
| 26. Juni 2008 18.00 Uhr |             |       |          | Ginásio Milton Olaio Filho, São Carlos |

### Gruppe B
Legende
| Pl. | Land      | Sp. | S | U | N | Tore    | Diff. | Punkte |
| --- | --------- | --- | - | - | - | ------- | ----- | ------ |
| 1.  | Brasilien | 2   | 2 | 0 | 0 | 071:340 | +37   | 4      |
| 2.  | Kuba      | 2   | 1 | 0 | 1 | 049:570 | −8    | 2      |
| 3.  | Uruguay   | 2   | 0 | 0 | 2 | 037:660 | −29   | 0      |

Anmk.: Bei Punktgleichheit entschied der direkte Vergleich, dann das Torverhältnis.
| 24. Juni 2008 18.00 Uhr | Brasilien | 38:13 | Uruguay | Ginásio Milton Olaio Filho, São Carlos |
| 24. Juni 2008 18.00 Uhr | (17:7)    |       |         | Ginásio Milton Olaio Filho, São Carlos |
| 24. Juni 2008 18.00 Uhr |           |       |         | Ginásio Milton Olaio Filho, São Carlos |

| 25. Juni 2008 20.00 Uhr | Kuba   | 28:24 | Uruguay | Ginásio Milton Olaio Filho, São Carlos |
| 25. Juni 2008 20.00 Uhr | (16:9) |       |         | Ginásio Milton Olaio Filho, São Carlos |
| 25. Juni 2008 20.00 Uhr |        |       |         | Ginásio Milton Olaio Filho, São Carlos |

| 26. Juni 2008 20.00 Uhr | Brasilien | 33:21 | Kuba | Ginásio Milton Olaio Filho, São Carlos |
| 26. Juni 2008 20.00 Uhr | (20:10)   |       |      | Ginásio Milton Olaio Filho, São Carlos |
| 26. Juni 2008 20.00 Uhr |           |       |      | Ginásio Milton Olaio Filho, São Carlos |

### Platzierungsrunde
Da Grönland den direkten Vergleich mit Kanada auf Grund des besseren Torverhältnisses gewonnen hatte, zog das Team direkt in das Spiel um Platz 5 ein.
| 27. Juni 2008 14.00 Uhr | Uruguay | 23:21 | Kanada | Ginásio Milton Olaio Filho, São Carlos |
| 27. Juni 2008 14.00 Uhr | (12:9)  |       |        | Ginásio Milton Olaio Filho, São Carlos |
| 27. Juni 2008 14.00 Uhr |         |       |        | Ginásio Milton Olaio Filho, São Carlos |

### Halbfinale
| 27. Juni 2008 14.00 Uhr | Argentinien | 33:32 | Kuba | Ginásio Milton Olaio Filho, São Carlos |
| 27. Juni 2008 14.00 Uhr | (16:15)     |       |      | Ginásio Milton Olaio Filho, São Carlos |
| 27. Juni 2008 14.00 Uhr |             |       |      | Ginásio Milton Olaio Filho, São Carlos |

| 27. Juni 2008 20.00 Uhr | Brasilien | 26:22 | Chile | Ginásio Milton Olaio Filho, São Carlos |
| 27. Juni 2008 20.00 Uhr | (19:10)   |       |       | Ginásio Milton Olaio Filho, São Carlos |
| 27. Juni 2008 20.00 Uhr |           |       |       | Ginásio Milton Olaio Filho, São Carlos |

### Spiel um Platz 5
| 28. Juni 2008 14.00 Uhr | Grönland | 28:21 | Uruguay | Ginásio Milton Olaio Filho, São Carlos |
| 28. Juni 2008 14.00 Uhr | (12:10)  |       |         | Ginásio Milton Olaio Filho, São Carlos |
| 28. Juni 2008 14.00 Uhr |          |       |         | Ginásio Milton Olaio Filho, São Carlos |

### Spiel um Platz 3
| 28. Juni 2008 16.00 Uhr | Kuba    | 37:30 | Chile | Ginásio Milton Olaio Filho, São Carlos |
| 28. Juni 2008 16.00 Uhr | (17:18) |       |       | Ginásio Milton Olaio Filho, São Carlos |
| 28. Juni 2008 16.00 Uhr |         |       |       | Ginásio Milton Olaio Filho, São Carlos |

### Finale
| 28. Juni 2008 18.00 Uhr | Brasilien | 27:24 | Argentinien | Ginásio Milton Olaio Filho, São Carlos |
| 28. Juni 2008 18.00 Uhr | (11:9)    |       |             | Ginásio Milton Olaio Filho, São Carlos |
| 28. Juni 2008 18.00 Uhr |           |       |             | Ginásio Milton Olaio Filho, São Carlos |

## Platzierungen
Legende
| Rang | Mannschaft |
| ---- | --- |
|      | Brasilien Kader: Maik Santos, Fernando Pacheco Filho, Carlos Ertel, Renato Rui, Bruno Bezerra de Menezes Souza, Leonardo Bortolini, Hélio Justino, Jaqson Kojoroski, Silvio Laureano, Marcos Paulo Santos, Felipe Ribeiro, Bruno Santana, Jardel Pizzinato, Guilherme de Oliveira. Trainer: Washington Nunes. |
|      | Argentinien |
|      | Kuba |
| 4    | Chile |
| 5    | Grönland |
| 6    | Uruguay |
| 7    | Kanada |